# Echis leucogaster
Echis leucogaster är en ormart som beskrevs av Roman 1972. Echis leucogaster ingår i släktet Echis och familjen huggormar. Inga underarter finns listade i Catalogue of Life.
Arten förekommer i västra Afrika från Tchad och Algeriet mot Atlanten. Honor lägger ägg.